# 康诺利青年运动
康诺利青年运动（缩写为CYM）是爱尔兰的一个独立的青年组织。该组织曾被视为爱尔兰共产党的青年翼，直到2021年1月它与爱尔兰共产党决裂。该组织的活动范围包括整个爱尔兰岛。该组织成立于1963年，得名于爱尔兰社会主义运动先驱詹姆斯·康诺利。该组织以马克思列宁主义为指导思想。该组织的总部位于都柏林康诺利之家。该组织的主席是Fergal Twomey，秘书长是Ciaran Mac Aon Tuile。该组织是世界民主青年联盟的成员。该组织曾派代表参加欧洲共产主义青年组织会议。